# فوتبال تکاملی حرفه‌ای ۲۰۱۴
فوتبال تکاملی حرفه‌ای ۲۰۱۴ (به انگلیسی: Pro Evolution Soccer 2014) (اختصاری PES 2014) که در ژاپن و کره جنوبی با نام فوتبال جهانی: یازده قهرمان ۲۰۱۴ (به انگلیسی: World Soccer: Winning Eleven 2014) شناخته می‌شود، یک بازی رایانه‌ای فوتبال از سری بازی‌های فوتبال تکاملی حرفه‌ای است که توسط شرکت کونامی ساخته و منتشر شده‌است. کونامی در ۱۰ مارس ۲۰۱۳، تولید این بازی را رسماً تأیید کرد. در این بازی برای اولین بار از موتور فاکس استفاده شده است.
این بازی در ۱۹ سپتامبر ۲۰۱۳ در اروپا و ۲۰ سپتامبر ۲۰۱۳ در آمریکای شمالی منتشر شد. یک بار دیگر، لیگ قهرمانان اروپا، لیگ اروپا و سوپرجام اروپا به صورت کامل لایسنس شده و برای اولین بار این قابلیت وجود دارد که لیگ اروپا را بدون ورود به مسترلیگ بازی کرد. همچنین برای نخستین بار، لیگ قهرمانان آسیا، لیگ برتر فوتبال آرژانتین، لیگ برتر فوتبال شیلی، جام سودامریکانا، ریکوپا سودامریکانا در این بازی لایسنس شده‌است و گزارش عربی با گزارشگری رئوف خلیف، گزارشگر شبکه الجزیره اسپرت و گزارش آرژانتینی با گزارشگری ماریانو کلاس، گزارشگر شبکه فاکس اسپرت لاتینوآمریکا در این بازی وجود خواهد داشت. این آخرین بازی از سری فوتبال تکاملی حرفه‌ای خواهد بود که برای پلی‌استیشن ۲ و پلی‌استیشن همراه منتشر می‌شود.
به دلیل قرارداد شرکت EA (سازنده سری بازی‌های فیفا) با باشگاه‌های اسپانیایی، در فوتبال تکاملی حرفه‌ای ۲۰۱۴ ورزشگاه‌های اسپانیایی وجود ندارند.

## ورزشگاه‌ها
- آلمان- ورزشگاه آلیانتس آرنا
- آرژانتین- ورزشگاه لا بمبونرا
- آرژانتین- ورزشگاه مونومنتال آنتونیو وسپوکیو لیبرتی
- برزیل- ورزشگاه اوربانو کالدیرا
- انگلستان- الدترافورد
- انگلستان- ورزشگاه ومبلی
- ایتالیا- ورزشگاه سن سیرو
- ایتالیا- ورزشگاه یوونتوس
- پرتغال- ورزشگاه استادیو دا لوز
- فرانسه- ورزشگاه استاد دو فرانس
- عربستان سعودی- ورزشگاه ملک فهد
- عربستان سعودی- ورزشگاه امیر عبدالله فیصل